# Queen's Own Cameron Highlanders

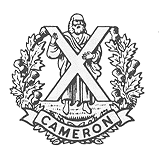
Insigne

« 79e régiment d'infanterie (Queen's Own Cameron Highlanders) » redirige ici. Pour les autres significations, voir 79e régiment.
Le Queen's Own Cameron Highlanders était un régiment de l'armée britannique. Il est créé en 1793 sous le nom de 79e régiment d'infanterie (79th Regiment of Foot (Cameron Highlanders) en anglais), et recrute à l'origine des Highlanders du Clan Cameron. Il perd son numéro en 1881 et fusionne en 1961 dans les Queen's Own Highlanders (Seaforth and Camerons) (en).

## Historique

### Guerres de la Révolution et de l'Empire
Le  79e régiment d'infanterie est à l'origine levé à partir de membres du Clan Cameron en 1793 par Sir Allan Cameron of Erracht (en) (1753-1828). D'abord nommé Cameronian Volunteers, il est renommé Cameron Highlanders peu après.
Débarqué en août 1794 à Flessingue pour participer à la campagne des Pays-Bas contre les Révolutionnaires français, il doit retraiter vers la Westphalie et rembarque à Brême le 8 avril 1795. Il est ensuite envoyé à Fort-Royal (aujourd'hui Fort-de-France) en Martinique. Les conditions de vie réduisent son effectif et en juin 1797 ses militaires du rang sont amalgamé dans d'autres régiments en garnison sur l'île (principalement le 42e régiment Royal Highland) tandis que ses cadres repartent pour la Grande-Bretagne.
Le régiment combat ensuite lors de la campagne d'Égypte, la campagne du Portugal et d'Espagne et lors de la campagne de Belgique (bataille de Waterloo).

### De 1816 à 1881
Le régiment participe à la guerre de Crimée et à la lutte contre la révolte des cipayes.
Le régiment reçoit le titre de Queen's Own par la reine Victoria en 1873. Après les réformes Cardwell la même, le régiment est jumelé avec le 42e régiment d'infanterie (Black Watch) et partage le même dépôt à Perth (Écosse).

### De 1881 à 1914
Le Queen's Own Cameron Highlanders est le seul régiment d'infanterie à ne pas avoir vu ses effectifs passer à deux bataillons après les réformes Childers de 1881. Il lui est adjoint un second bataillon en 1897.
Le 1er bataillon combat lors des guerres des mahdistes puis lors de la seconde guerre des Boers.

### Entre-deux-guerres
En 1930, une partie du régiment est en Birmanie britannique et doit intervenir lors des émeutes de Rangoun.

### Seconde Guerre mondiale
Le 1er bataillon est rattaché à la 5e brigade d'infanterie. Il participe à la bataille de France au sein du corps expéditionnaire britannique puis rejoint l'Inde britannique où il opère contre les Japonais (campagne de Birmanie).
Le 2e bataillon est rattaché à la 11e brigade d'infanterie d'Inde (en) et combat dans la guerre du Désert et la campagne d'Italie.
Le 4e bataillon, rattaché à la 51e division d'infanterie (Highland), fait partie des unités capturées le 12 juin 1940 autour de Saint-Valery-en-Caux lors de la bataille de France. Le 5e bataillon est ensuite rattaché à la 51e division remise sur pied et combat avec celle-ci en Méditerrannée puis en Europe.

### Après 1945
Le 1er bataillon participe à la victoire contre l'insurrection malaise, à la guerre de Corée, à la crise du canal de Suez et à la guerre d'Aden.
Le régiment fusionne en 1861 avec le Seaforth Highlanders pour former les Queen's Own Highlanders (Seaforth and Camerons) (en).

## Autres unités liées
Durant la guerre civile américaine, le 79th New York Cameron Highlanders est nommé en son honneur.
En 1910, le 79e régiment d'infanterie des forces armées canadiennes est créé avec des Scotto-Canadiens et prend le nom de 79th Cameron Highlanders of Canada.

## Personnalités ayant servi au régiment
- Le major-général Douglas Wimberley (en), un général de division de la Seconde Guerre mondiale sert dans le 1er bataillon à partir  de 1915, dans le 2d bataillon durant la en Irlande et commande le 1er bataillon en 1938. Il est le dernier colonel honoraire du régiment avant sa fusion en 1961.

## Source
- Timothy Bowman, The Irish regiments in the Great War: discipline and morale, Manchester University Press, 2003 (ISBN 978-0-7190-6285-8, lire en ligne ).
- Angus Fairrie, "Cuidich 'N Righ" A History of the Queen's Own Highlanders (Seaforth and Cameron), Regimental H.Q., QO Hldrs., 1983 (ISBN 0-9508986-0-0).
- Robert Jameson, Historical Record of the Seventy-ninth Regiment of Foot, or Cameron Highlanders, Edinburgh, William Blackwood and Sons, 1863 (lire en ligne).
- R. Money Barnes, The Uniforms and History of the Scottish Regiments, London: Seeley Service, 1956.
- Harold Raugh, The Victorians at War, 1815-1914: An Encyclopedia of British Military History, ABC-CLIO, 2004 (ISBN 978-1576079256).